# Agata Passent
Agata Maria Passent (ur. 4 lutego 1973 w Warszawie) – polska germanistka, dziennikarka i felietonistka.

## Życiorys
Ukończyła filologię germańską na Uniwersytecie Warszawskim; studiowała także na Uniwersytecie Harvarda. Pisze felietony do „Twojego Stylu” (stała współpraca od 1997) oraz „Twojego Dziecka”. Współpracowała z Radiem PiN, na którego antenie wygłaszała cotygodniowe felietony pt. „Stacja Warszawa”. Felietony powstawały w latach 2005–2006.
Jest założycielką i prezeską Fundacji „Okularnicy” im. Agnieszki Osieckiej, która opiekuje się dorobkiem poetki, między innymi organizuje konkurs na interpretację jej piosenek „Pamiętajmy o Osieckiej”. Wraz z Janem Borkowskim redagowała 10-tomowy (w zamiarze 14-tomowy) Wielki śpiewnik Agnieszki Osieckiej (2004–2009), wydany przez fundację „Okularnicy” i Polskie Wydawnictwo Muzyczne.

## Życie prywatne

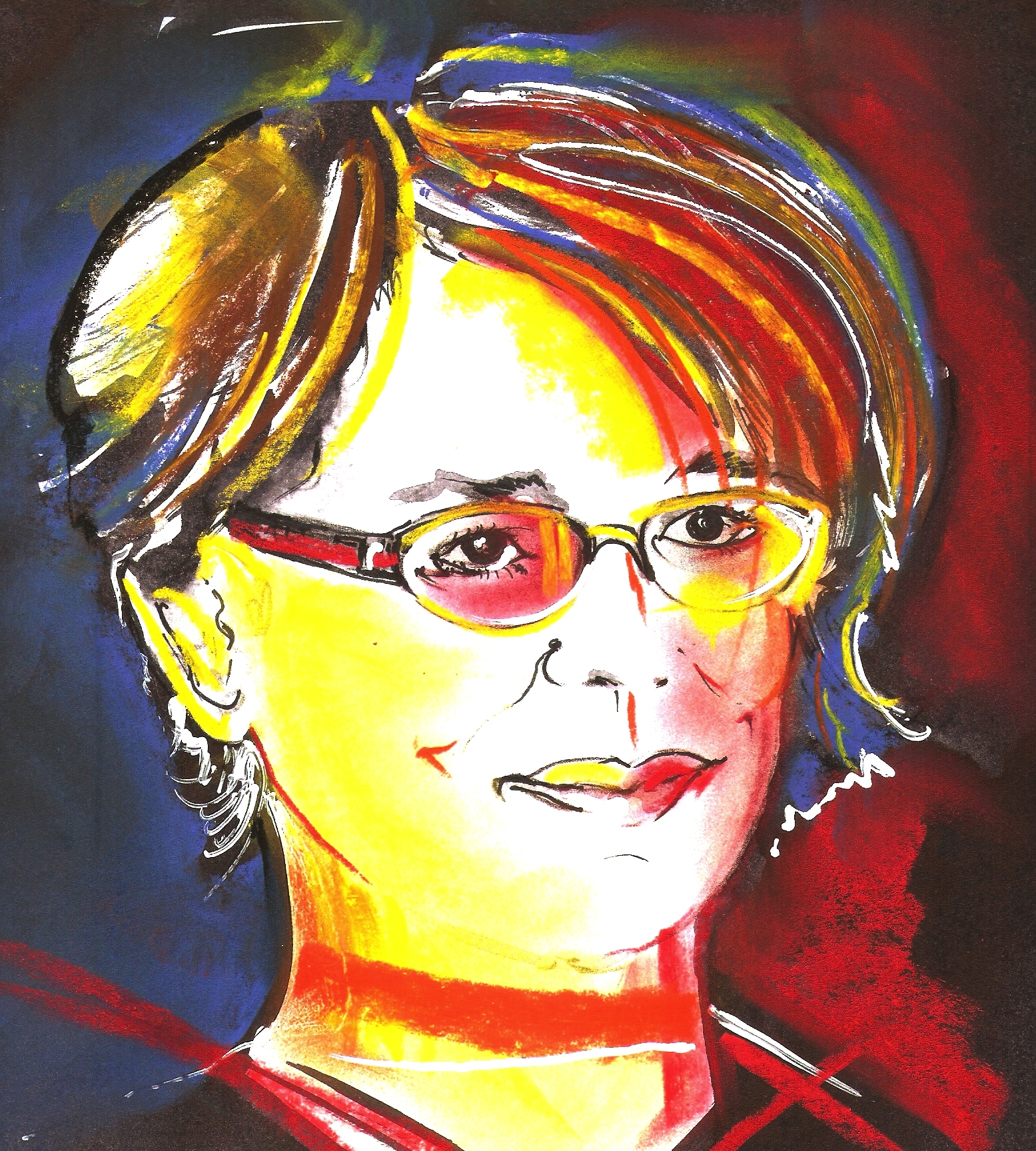
Portret Agaty Passent autorstwa Zbigniewa Kresowatego

Jest córką Agnieszki Osieckiej i Daniela Passenta. Ma dwóch synów: Jakuba (ur. 2006) z byłym partnerem, fotografem Wojciechem Wieteską, oraz Antoniego (ur. 2015) z mężem – pisarzem Wojciechem Kuczokiem. Mieszka w Warszawie. Jest członkinią Gminy Wyznaniowej Żydowskiej w Warszawie, jednak z pochodzeniem żydowskim utożsamia się wyłącznie w sensie historycznym.

## Książki
- Miastówka (2002, zbiór felietonów)
- Olbiński i opera (2003)
- Jest fantastycznie (2004, zbiór felietonów)
- Pałac wiecznie żywy (Long live the Palace!, 2004, o PKiN)
- Stacja Warszawa (2007, zbiór felietonów dla Radia PIN)
- Dziecko? O matko! (2011, zbiór felietonów o macierzyństwie i wychowaniu)
- Kto to pani zrobił? (2014, zbiór felietonów)
- Klauzula zdumienia[3] (Wydawnictwo Wielka Litera 2020, zbiór felietonów)

## Tekst w publikacjach zbiorowych
- Podręcznik obytego Polaka, Wydawnictwo Sens, 2004.